# Arthur Numan
Arthur Numan, född 14 december 1969 i Heemskerk, är en nederländsk före detta fotbollsspelare. Under sin karriär spelade han bland annat i PSV Eindhoven och Rangers, där han vann flera inhemska titlar. För Nederländernas landslag gjorde han 45 landskamper och deltog bland annat i två VM-slutspel.

## Karriär

### Klubblag
Numan startade sin karriär i Haarlem, innan han såldes till Twente. Efter sju mål på 49 matcher så värvades Numan till PSV Eindhoven 1992. Där var han med om att vinna både Eredivisie och KNVB Cup. Dessutom vann han den nederländska supercupen fyra gånger.
I maj 2008 lämnade Numan PSV för spel i skotska Rangers. Under sin första säsong var han skadad mycket och spelade bara tio ligamatcher, men fick ändå se sitt nya lag vinna trippeln (Premier League, Skotska Cupen samt Ligacupen). Totalt vann han tio titlar under sina fem år i klubben.

### Landslag
Arthur Numan blev uttagen till både VM 1994 och EM 1996, där han dock inte fick starta någon match. Till VM 1998 hade han blivit en startspelare och deltog i samtliga matcher utom i semifinalen mot Brasilien då han var avstängd.
Han spelade även alla matcher i EM 2000, där Nederländerna blev utslagna av Italien i semifinalen. Han gjorde sin 45:e och sista landskamp mot USA 19 maj 2002.

## Meriter
PSV Eindhoven
- Eredivisie: 1997
- KNVB Cup: 1996
- Nederländska supercupen: 1992, 1996, 1997, 1998

Rangers
- Premier League: 1999, 2000, 2003
- Skotska Cupen: 1999, 2000, 2002, 2003
- Skotska Ligacupen: 1999, 2002, 2003